# Maurice Depret
Maurice Joseph Depret (Parijs, 11 juni 1863 – aldaar, 3 november 1933) was een Frans componist.

## Achtergrond
Maurice Joseph Depret is een van de tien kinderen binnen het huwelijk van de Franse consul in Moskou François Camille Depret en Hélène Bixio. Hijzelf huwde tweemaal en kreeg vier kinderen. Hij werkte als secretaris op diverse ambassades in Berlijn, Boekarest en Washington D.C.. Hij werd in 1899 benoemd tot Chevalier in het Legioen van Eer.

## Muziek
Hij schreef werkjes voor piano en ook liederen. Zijn totale oeuvre behelst ongeveer 100 opusnummers en talloze werken zonder opusnummers. Zijn bekendste werk is zijn opus 11 Sourire d’avril, dat begonnen is als een wals  voor piano solo, maar alras arrangementen kreeg voor vierhandig piano, mandoline en piano tot een orkestbewerking en mechanisch orgel Van het werk zijn zelfs Noorse uitvoeringen en uitgaven bekend. In juni 1902 was het te horen in Nederland, tijdens een concert in het Vondelpark. In 1906 had het Medan bereikt.
- Biblioteca Nacional de España: XX1249027
- Bibliothèque nationale de France: cb14016971c (data)
- International Standard Name Identifier: 0000 0000 6108 6558
- Library of Congress Control Number: n2009011055
- Nationale Bibliotheek van Letland: 000236222
- Base Léonore: 19800035/727/82661
- Nederlandse Thesaurus van Auteursnamen: 314379231
- Virtual International Authority File: 252686634